# Stictoptera connecta
Stictoptera connecta là một loài bướm đêm trong họ Noctuidae.